# Willo Flood
William Flood detto Willo (Dublino, 10 aprile 1985) è un ex calciatore irlandese, centrocampista.

## Carriera

### Nazionale
Ha partecipato ai Mondiali Under-20 del 2003.

## Palmares
- Scottish League Cup: 1

Aberdeen: 2013-2014
- Scottish Challenge Cup: 1

Dundee United: 2016-2017